# Horkýže Slíže
Horkýže Slíže je slovenská rocková kapela z Nitry, která vznikla 4. listopadu 1992. Dvakrát získala platinovou desku. Jejich hudba je označována jako punková, punk rocková, nebo jednoduše rocková.

## Sestava
- Peter Hrivňák – Kuko, zpěv
- Mário Sabo – Sabotér, kytara
- Juraj Štefánik – Doktor, kytara
- Marek Viršík – Vandel, Jean Claude Vandel, bicí
- Veronika Smetanová – baskytara

### Bývalí členové
- Martin Košovan – Košo, bicí
- Martin Žiak – Apíčko, baskytara
- Noro Ivančík – baskytara

## Diskografie

### Studiová alba
- V rámci oného (1996)
- Vo štvorici po opici (1998)
- Ja chaču tebja (2000)
- Festival Chorobná (2001)
- Kýže sliz (2002)
- Alibaba a 40 krátkych songov (2003)
- Ritero Xaperle Bax (2004)
- Ukáž tú tvoju ZOO (2007)
- 54 dole hlavou (2009)
- St. Mary Huana Ganja (2012)
- Pustite Karola (2017)[3]
- Alibaba a 40 krátkych songov 2 (2021)

### Živá alba
- Živák (DVD a CD, 2005)
- Wanted Dead or Alive (DVD, 2010)

### Kompilace
- Best uff (2001)
- V dobrej viere (2011)
- Platinum collection (2013)

### Dema
- Prvý slíž (1994)

### EP a Singly
- Silny refren (2007)
- Mam v p... na lehatku (2011)
- Mám v P... na Lehátku (Hardbass Remix) (2020)

### Knihy
- Smaragdové oči
- Kontiňju ...Pokračujeme